# Cuautla (Jalisco)
Cuautla (Kua-utla) – miasteczko znajdujące się w zachodnio meksykańskim stanie Jalisco, blisko Oceanu Spokojnego. Położone jest 1390 metrów ponad poziomem morza, na trasie pomiędzy Puerto Vallarta a Guadalajara. W 2005 roku miało 2024 stałych mieszkańców.
Nazwa miasta pochodzi z języka Nahuatl i oznacza „gniazdo orła”. Historyczni mieszkańcy miasteczka to Indianie Chichimeca.